# Jaythof

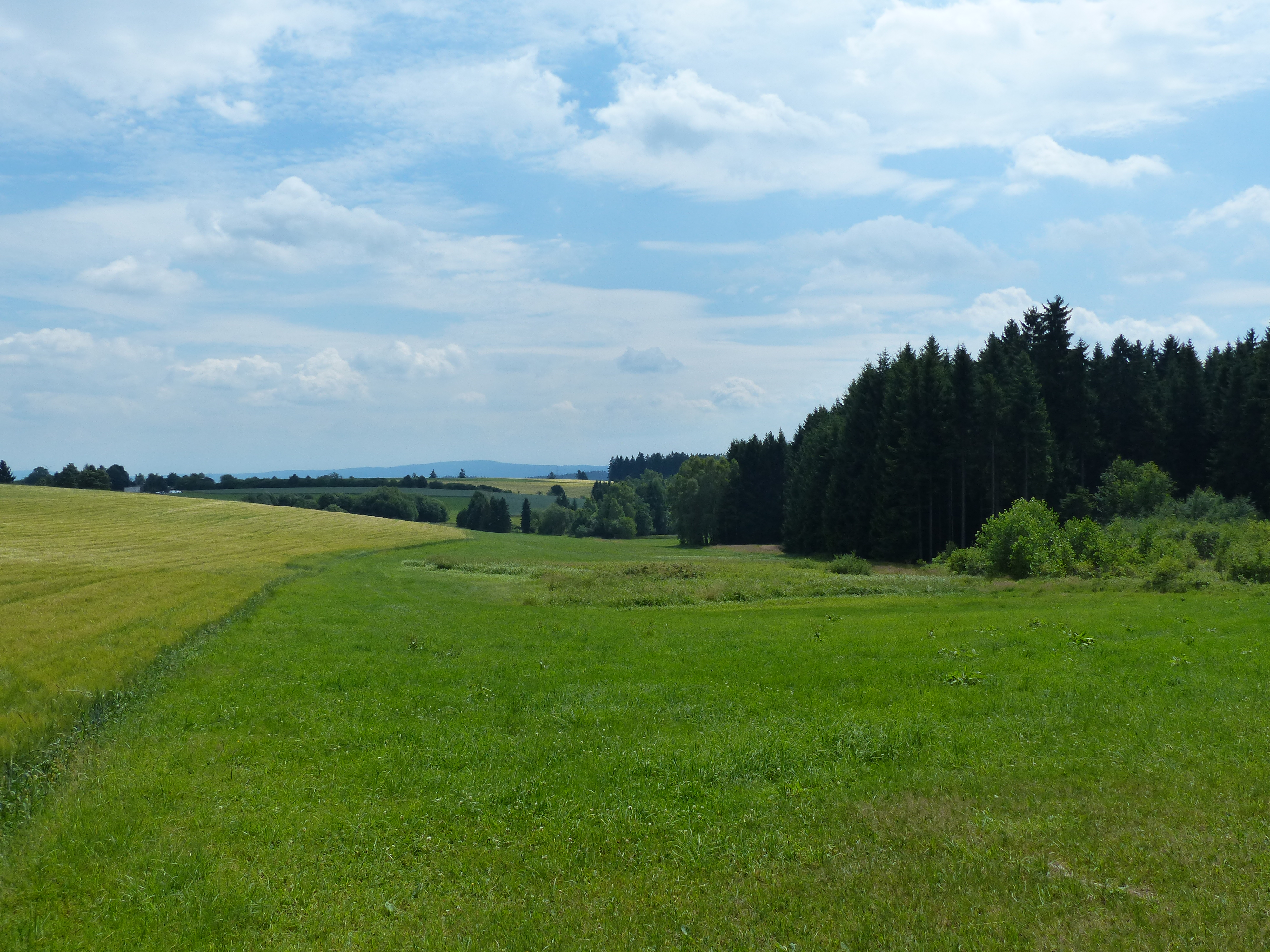
Waldrand bei der Wüstung

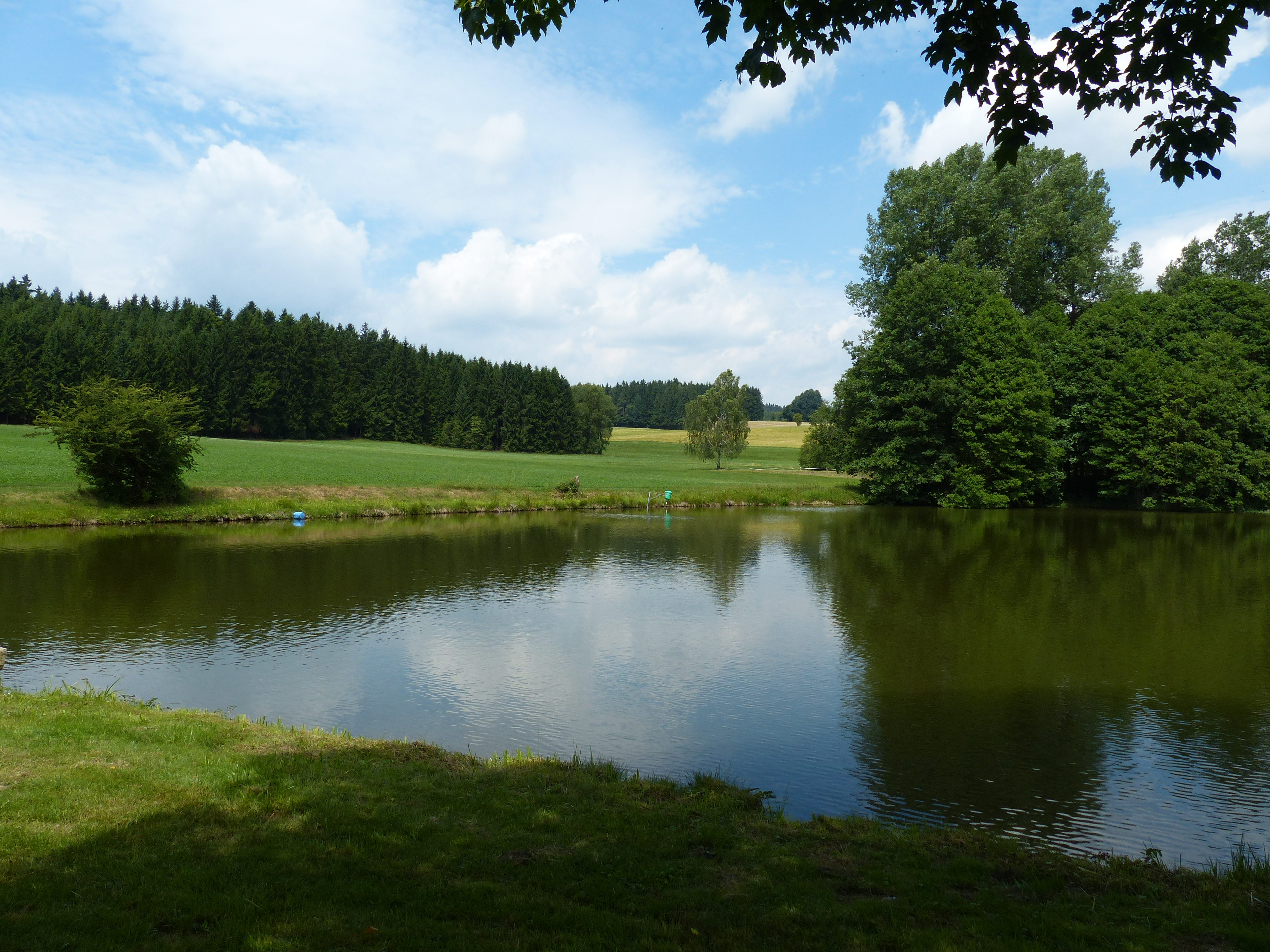
Blick vom Brücklasteich in Richtung Jaythof

Der Jaythof ist eine Wüstung nahe Wüstenselbitz bzw. Burkersreuth im oberfränkischen Landkreis Hof.
Der Jaythof erscheint namentlich auch als Jaithof(e) oder Geidhof, mundartlich auch als Gadhuf. Gemeint ist ein herrschaftlicher Jagd- und Bauernhof, der von einem Verwalter oder Wildmeister betreut wird. Die Funktion des Hofes kann auch mit dem Geleitrecht in Verbindung gebracht werden, fand doch hier zuletzt ein Geleitwechsel aus dem Hochstift Bamberg in das Markgraftum Bayreuth-Kulmbach statt. Dietel, Seiffert und Haberlah-Pohl erwähnen unabhängig davon einen Geithof bei Gefrees, der 1360 genannt ist.
Das Gelände des Jaythofes befindet sich nördlich der Kreisstraße HO 23 in Richtung Einzeln bei Ahornis und Dreschersreuth und liegt damit an der Grenze des Landkreises Kulmbach zu Helmbrechts bzw. Münchberg. Die Flurnamenforscher und Lehrer Eckstein und Hartung haben 1925 am Waldrand oberhalb des Brücklasteiches, der auch schon früher für Grenzbeschreibungen diente, drei Fluren namens Alte Gemeinde erfasst und dort den Jaythof verortet. Auffällig ist heute eine rampenartige Auffahrt in den erhöhten Waldbereich, die links durch eine Böschung gesichert ist. Eine Altstraße verläuft durch sumpfiges Gelände, wo der Teich angedämmt wurde. Es zweigt die Alte Lichtenberger Straße ab, die noch als Nebenweg am Waldrand existiert. Etwas weiter nördlich der Teiche laufen kleine Flurparzellen im Wald strahlenförmig zusammen, der Bereich ist terrassiert und deutet auf landwirtschaftliche Nutzung und spätere Wiederaufforstung hin. Markant ist eine geradlinig im Wald verlaufende Geländekante. Scherbenfunde bei der Auffächerung des Kammweges legen einen Standort etwas weiter oberhalb in Hanglage des Reusenberges nahe. Dies könnte der Standort zu einem späteren Zeitpunkt gewesen sein, wo auch von drei Anwesen die Rede ist. In Burkersreuth existiert weiterhin die Wegbezeichnung Zum Jaydthof, wobei der Weg parallel zum Kammweg verläuft.
Der Jaytof wurde in allen drei Urkunden beim Verkauf der Besitzungen durch die letzten Wolfstriegel 1386 und 1388 an den Burggrafen Friedrich von Nürnberg erwähnt. Im Lehenbuch des Burggrafen Johann von 1408 erscheint der Jaythof bereits als Wüstung. Johann Schlund gibt aus dieser Urkunde wieder, dass Jaythof aus drei Höfen bestand. Die Familie von Döhlau war pfandweise Besitzer und als Bewohner sind Friedel Müller und Fritz Stöckel genannt. Die von Döhlau verkauften 1417 ebenfalls ihre Besitzungen im Raum Helmbrechts und Wüstenselbitz an die Burggrafen. Müller geht davon aus, dass der Jaythof auch schon in der Zeit der Walpoten im Besitz der Familie von Schauenstein war. Er nimmt an, dass die Plünderungen durch die Vögte von Weida, die Anfang des 15. Jahrhunderts auch in benachbarten Orten überliefert sind, für den Niedergang des Jaythofes verantwortlich waren. Seit den Markgrafen fanden Hirschenschießen in Wüstenselbitz statt, Ort der Veranstaltung war die Gastwirtschaft, die auch der neue Wohnsitz des Wildmeisters und später des Försters war. Beim Hirschenschießen wurde mit altertümlichen Gewehren auf eine handgefertigte Hirschfigur aus Holz gefeuert.